# Honorowi obywatele Gdyni
Honorowi obywatele Gdyni – lista osób, którym Rada Miasta Gdyni przyznała „Honorowe Obywatelstwo Gdyni” – tytuł nadawany za wyjątkowe zasługi dla miasta.

## Uregulowania prawne
Historycznie, od pierwszego przyznanego wyróżnienia „Honorowego Obywatelstwa Gdyni”, za honorowanie osób odpowiedzialna była Rada Miasta Gdyni. Tytuły przyznawane są na podstawie załącznika nr 4 do Statutu Miasta Gdyni – regulaminu wyróżnienia. Jak zapisano w treści regulaminu, tytuł ten nadaje Rada w drodze uchwały podjętej na wniosek podmiotu ustawodawczego lub organizacji społecznej. Wyróżnionemu podczas specjalnej uroczystości przewodniczący Rady Miasta wręcza Akt Nadania Obywatelstwa i Odznakę Honorowego Obywatela, której wzór określony jest w regulaminie.

## Honorowe Obywatelstwo Gdyni do 1939
W czasach II Rzeczypospolitej Rada Miasta Gdyni przyznała łącznie 4 wyróżnienia.
| Rok  | Laureat | Laureat               | Źródło |
| ---- | ------- | --------------------- | ------ |
| 1928 |         | Ignacy Mościcki       | [ 4 ]  |
| 1928 |         | Eugeniusz Kwiatkowski | [ 5 ]  |
| 1928 |         | Józef Piłsudski       | [ 6 ]  |
| 1930 |         | Józef Haller          | [ 7 ]  |

## Honorowe Obywatelstwo Gdyni w okresie PRL
W latach 1945–1989 Rada Miasta Gdyni przyznała łącznie 4 wyróżnienia. W 2004, na wniosek środowisk kombatanckich, wszystkie zostały uchylone uchwałą Rady Miasta jako nadane pod wpływem okoliczności politycznych.
| Rok  | Laureat | Laureat                            | Źródło |
| ---- | ------- | ---------------------------------- | ------ |
| 1946 |         | Kazimierz Rusinek                  | [ 9 ]  |
| 1949 |         | Konstanty Rokossowski              | [ 9 ]  |
| 1970 |         | Amazasp Chaczaturowicz Babadżanian | [ 9 ]  |
| 1977 |         | Nikołaj Iwanowicz Szablikow        | [ 9 ]  |

## Honorowe Obywatelstwo Gdyni od 1989
Od 1989 Rada Miasta Gdyni przyznała łącznie 14 tytułów honorowego obywatela.
| Rok  | Laureat | Laureat                | Źródło |
| ---- | ------- | ---------------------- | ------ |
| 1991 |         | ks. Hilary Jastak      | [ 10 ] |
| 1994 |         | Sue Ryder              | [ 11 ] |
| 1995 |         | Lech Wałęsa            | [ 12 ] |
| 1995 |         | Jan Nowak-Jeziorański  | [ 13 ] |
| 1999 |         | Ryszard Kaczorowski    | [ 14 ] |
| 2000 |         | Andrzej Wajda          | [ 15 ] |
| 2002 |         | abp Tadeusz Gocłowski  | [ 16 ] |
| 2004 |         | Władysław Bartoszewski | [ 17 ] |
| 2004 |         | Piotr Pawłowski        | [ 18 ] |
| 2008 |         | bp. Jan Bernard Szlaga | [ 19 ] |
| 2010 |         | Jerzy Buzek            | [ 20 ] |
| 2014 |         | Andrzej Kołodziej      | [ 21 ] |
| 2016 |         | Ernest Bryll           | [ 22 ] |
| 2025 |         | Norman Davies          | [ 23 ] |